# Sonata para piano n.º 9 (Mozart)
La composición de 1777 Sonata para piano n.º 9 en re mayor, K. 311/284c, de Wolfgang Amadeus Mozart, consta de tres movimientos:
1. Allegro con spirito, en 4
4
2. Andantino con espressione, en 2
4
3. Rondó (Allegro), en 6
8

El primer movimiento es de un dramatismo y tensión que no tiene comparación con otras sonatas. Comienza con una alegre melodía que dura por varios compases y encamina la obra hacia un rápido pasaje de semicorcheas. 
El segundo movimiento, más relajado, comienza con una lenta melodía acentuada con suaves cadencias de la mano izquierda. 
El robusto y enérgico tercer movimiento, siendo el más complejo técnicamente de los tres, comienza con varias accacciaturas y un pasaje de semicorcheas que hace de introducción al siguiente tema. 
Al ser la parte central de la obra proveniente del tema inicial, se entiende que la pieza entera ha sido compuesta sobre un tema único. 